# An Phúc
An Phúc là một xã thuộc huyện Đông Hải, tỉnh Bạc Liêu, Việt Nam.

## Địa lý
Xã An Phúc nằm ở phía đông nam huyện Đông Hải, có vị trí địa lý:
- Phía đông giáp xã Long Điền Tây
- Phía tây giáp xã Định Thành
- Phía nam giáp tỉnh Cà Mau với ranh giới là Sông Gành Hào
- Phía bắc giáp xã An Trạch và xã An Trạch A.

Xã An Phúc có diện tích 57,68 km², dân số năm 2022 là 13.106 người, mật độ dân số đạt 227 người/km².

## Hành chính
Xã An Phúc được chia thành 7 ấp: Cái Keo, Chòi Mòi, Long Phú, Minh Thìn, Minh Thìn A, Phước Thắng, Phước Thắng A.

## Lịch sử
Ngày 4 tháng 4 năm 1979, Hội đồng Chính phủ ban hành Quyết định số 142-CP về việc thành lập xã An Phúc thuộc huyện Giá Rai trên cơ sở một phần của xã An Trạch.
Ngày 14 tháng 2 năm 1987, Hội đồng Bộ trưởng ban hành Quyết định số 33B-HĐBT về việc sáp nhập xã An Định vào xã An Phúc.
Xã An Phúc có 5.446 ha đất và 7.236 nhân khẩu.
Ngày 6 tháng 11 năm 1996, Quốc hội ban hành Nghị quyết về việc chia tỉnh Minh Hải thành tỉnh Bạc Liêu và tỉnh Cà Mau. Khi đó, xã An Phúc thuộc huyện Giá Rai, tỉnh Bạc Liêu.
Ngày 24 tháng 12 năm 2001, Chính phủ ban hành Nghị định số 98/2001/NĐ-CP về việc chuyển xã An Phúc thuộc huyện Giá Rai về huyện Đông Hải mới thành lập quản lý.

## Kinh tế - xã hội
Nền kinh tế của xã chủ yếu là nuôi trồng thủy hải sản: quảng canh và bán công nghiệp.
Các trường học trên địa bàn xã An Phúc:
- Trường Mẫu giáo Họa Mi: Được công nhận đạt chuẩn quốc gia mức độ 1 vào cuối tháng 4 năm 2018.
- Trường Tiểu học Ngô Quyền: Được sáp nhập từ trường Tiểu học An Phúc A và trường Tiểu học An Phúc B trước đây.
- Trường THCS Lương Thế Vinh: được sáp nhập từ trường THCS An Phúc A và trường THCS An Phúc B trước đây.

Hiện nay, xã có 1 trạm y tế tại ấp Cái Keo.
Trên địa bàn xã có chợ Cái Keo tại ấp Cái Keo.